# Дејан Ристић
Дејан Ристић (Београд, 20. април 1972) српски је историчар, преводилац и сценариста. Стручњак је у области интегралне заштите и управљања културним наслеђем. Бивши министар за информисање и телекомуникације. Обављао је дужности управника Народне библиотеке Србије од 2012. до 2013. године, државног секретара за културу у Влади Републике Србије од 2013. до 2015. године као и директора Музеја жртава геноцида од 2021. до 2024. године. Такође је био народни посланик од 6. фебруарa до 1. маја 2024. године.

## Биографија
Завршио је Дванаесту београдску гимназију, а затим дипломирао на Филозофском факултету Универзитета у Београду — одсек историја.
Његови деда и прадеда ратовали су у редовима српске краљевске војске током Првог светског рата.
Учествовао је у грађанском рату у Хрватској 1991. као војник ЈНА.
Његова сфера интересовања су дипломатска историја (српско-британски и српско-француски односи крајем 19. и почетком 20. века; југословенско-алжирски односи од 1954. године), Холокауст, однос државе и традиционалних верских заједница у 20. веку, историја културе и култура сећања.
Учесник је међународних стручних и научних скупова одржаних у Београду, Лондону, Трондхајму, Јерусалиму, Бечу, Хагу, Амстердаму, Тел Авиву, Истанбулу, Братислави, Прагу, Москви, Ослу, Хелсинкију, Бриселу, Лувену, Андрићграду, Луксембургу, Хаифи, Лихтенштајну, Букурешту, Љубљани и др.
Похађао је специјализоване едукације у Јерусалиму и Лондону из области државне управе и истраживања Холокауста као стипендиста британске и израелске владе.
Коаутор Националне поставке Републике Србије „Војни меморијали и места страдања из Другог светског ратаˮ која је освојила прву награду на Међународној изложби „Меморијал 2011.ˮ (Москва, 2011), као и изложби „Петар Први Карађорђевић – краљ и ратникˮ (Топола, Задужбина краља Петра Првог Карађорђевића, 2011) и „Сећајте се моји мене јер ме више немаˮ (Београд, Историјски музеј Србије, 2011). Иницијатор и координатор више пројеката реализованих под покровитељством Унескоа.
Координирао активности на изради номинационих досијеа за унос славе (нематеријално културно наслеђе), телеграма којим је Аустроугарска објавила рат Србији 1914. године (покретно културно наслеђе) и стећака (непокретно културно наслеђе) на Унескове листе светске културне баштине.
Иницијатор, координатор и стручни консултант у реализацији више десетина националних и међународних научних скупова и изложби одржаних у Београду, Новом Саду, Нишу, Крагујевцу, Крушевцу, Ваљеву, Шапцу, Бору, Ужицу, као и на Цетињу, у Скопљу, Загребу, Бања Луци, Солуну, Будимпешти, Риму (Ватикан), Паризу, Лондону, Тунису и Рабату.

## Управник Народне библиотеке Србије
Током рада у Народној библиотеци Србије посебну пажњу посветио је заштити и обогаћивању националног фонда, стручном раду, издавачкој делатности, као и унапређењу међународне библиотечке сарадње. Успоставио модел националне библиотеке као мултифункционалне установе културе. Народна библиотека Србије у том раздобљу добила је читав низ високих одликовања попут Сретењског ордена другог степена, Изванредног златног беочуга, Награде града Београда за најбољу књигу у области хуманистичких наука у 2012. години, као и признања на међународним сајмовима књига у Београду и Подгорици и др.
Успоставио Национални дан књиге.
Утемељио Националну награду у области библиотекарства Јанко Шафарик, основао Фондацију Народне библиотеке Србије и иницирао и спровео законску процедуру за увођење академског обавезног примерка.

## Државни секретар у Министарству културе и информисања
Током обављања дужности државног секретара за културу посебну пажњу посветио је јачању капацитета установа културе и оснаживању међународне сарадње у области културе.
Био је један од иницијатора и реализатора обнове редовног годишњег откупа дела савремене уметности, као и пројекта „Градови у фокусу.
Дао је значајан допринос припремама за реализацију пројеката реконструкције и поновног отварања Народног музеја у Београду и Музеја савремене уметности.
Захваљујући његовом ангажовању Република Србија примљена је у пуноправно чланство највеће међународне преводилачке асоцијације „Традуки” чиме је дат снажан импулс повећању обима и квалитета превођења дела савремене српске књижевности на стране језике.

## Директор Музеја жртава геноцида
У периоду почев од 12. маја 2021. године налази се на челу Музеја жртава геноцида – матичне и референтне установе Републике Србије одговорне за неговање културе сећања на све припаднике нашег српског народа пострадале током Другог светског рата, а посебно на наше сународнике страдале услед последица геноцида извршеног над њима од стране Независне Државе Хрватске.
Током обављања дужности директора Музеја, спровео потпуну реорганизацију те националне установе културе која је под његовим руководством доживела брз и потпун преображај. У кратком року број стално запослених стручњака у Музеју је увећан 5 пута, док су у истом периоду буџетска средства која се налазе на располагању Музеју увећана 3 пута.
У то време збирке и фондови Музеја жртава геноцида обогаћени су са неколико хиљада прворазредно вредних историјских и других материјалних извора који сведоче о страдању Срба у периоду Другог светског рата, а посебно током геноцида спроведеног над њима од стране НДХ.
Истовремено, под његовим руководством Музеј је објавио више десетина научних студија, реализовао више десетина изложби у Србији и иностранству (Француска, Кина, Словачка, Северна Македонија, Босна и Херцеговина, Црна Гора) организовао више стотина образовних програма у Србији и другим државама, продуцирао више документарно–играних филмова и много тога другог.
Крајем јануара 2022. године основао и Фондацију Музеја жртава геноцида чији је основни циљ и задатак да пружа континуирану материјалну и логистичку подршку у реализацији програма ове установе.
Лично је заслужан за откриће списка дела српске деце спашене током акције Диане Будисављевић, као и Директиве бр. 25 којом је Адолф Хитлер 27. марта 1941. године наредио напад на Краљевину Југославију и њиховом трајном похрањивању у Музеј жртава геноцида. Мандат на месту директора ове установе завршио му се 4. јула 2024. године.

## Министар информисања и телекомуникација Републике Србије
На предлог мандатара за председника Владе Републике Србије Милоша Вучевића, изабран је 2. маја 2024. године  за министра за информисање и телекомуникације. У време његовог обављања дужности министра информисања и телекомуникација спроведене су процедуре за обнову лиценци за коришћење 2Г, 3Г и 4Г радио-френфенцијских спектара, као и за увођење мреже 5Г.
Усвојен је Закон о поштанским услугама и Закон о информационој безбедности. Имплементиран је EU 5G Toolbox. Спроведени су конкурси у области јавног информисања на националном нивоу које су карактерисали највећи број пристиглих предлога пројеката, највећи износ расположивих буџетских средстава и најкраћи временски рок за реализацију конкурса.
За његовог мандата потписани су меморандуми о сарадњи у области ИКТ и информационе безбедности са Уједињеним Краљевством, Израелом, Египтом, Казахстаном, Ираном и другим државама. Приход од извоза ИКТ услуга и производа током 2024. године премашио је рекордних 4 милијарде евра. Светска телекомуникациона унија сврстала је Србију током 2024. године међу земље узоре у области информационе безбедности. Мандат му се завршио 16. априла 2025. године.

## Награде
Носилац је спомен-медаље Министарства одбране за најбољег сарадника. Добитник „Печата Матице српскеˮ, Спомен-медаље Министарства одбране, „Златне значке" КПЗ Србије, Повеље захвалности Филолошког факултета у Београду, Плакете Факултета музичке уметности у Београду, признања Народног музеја Србије, Музеја науке и технике, „Филмских новостиˮ, Народне библиотеке „Радоје Домановићˮ у Лесковцу, Савеза слепих Србије, МЦ „Одбранаˮ.

## Приватан живот
Ожењен је и отац двоје деце.

### Књиге
- Заштита спомен-обележја из ратних периода, Београд 2003. (коаутор са М. Чаваљуга и З. Пановић).
- Меморијали ослободилачких ратова Србије: Преглед спомен-обележја у земљи иностранству, књ. 2, Београд 2005. (коаутор са В. Суботић и З. Пановић).
- Усуд Карађорђеве Србије : Прича о српским Термопилима : битка на Чегру 1809, Ниш 2009
- Сећајте се мене моји јер ме више нема, Београд 2011. (коаутор са М. Перишић).
- Кућа несагоривих речи: Народна библиотека Србије 1838-1941, Београд 2016.
- Историја српске дипломатије: документи: Српско посланство у Лондону 1882-1902, књ. 1-3, Београд 2018. (коаутор са М. Перишић и С. Рајак).
- Историја српске дипломатије: документи: Српско посланство у Паризу 1881-1902, књ. 1-3, Београд 2018. (коаутор са М. Перишић и С. Рајак).
- Митови српске историје, Београд 2019.
- Кућа несагоривих речи: Народна библиотека Србије 1838-1941, Београд 2019. (друго допуњено издање)
- Заблуде српске историје, Београд 2020.
- Легенде светске историје, Београд 2021.
- Нестварни, Београд, 2022.

### Преводи стручне литературе
- Јан Кершо, Хитлер: Хибрис: 1889-1936, Београд 2003.
- Јан Кершо, Хитлер: Немезис: 1936-1945, Београд 2004.
- Хити Филип, Творци арапске историје, Београд 2004.
- Сузан Вајс Бауер, Историја старог света: прве цивилизације, Београд 2017.
- Сузан Вајс Бауер, Историја старог света: прва царства, Београд 2017.
- Сузан Вајс Бауер, Историја старог света: први преображаји, Београд 2018.
- Сузан Вајс Бауер, Историја средњовековног света: од христијанизације цара Константина I Великог до Првог крсташког рата, том први, Београд, 2019.
- Сузан Вајс Бауер, Историја средњовековног света: од христијанизације цара Константина I Великог до Првог крсташког рата, том други, Београд, 2019.

### Стручни и научни скупови
- Стручно-едукативни скуп Information and Governance – the Role of Public Access, Public Record Office, Лондон, 2002 (стипендиста Владе Уједињеног Краљевства)
- Југословенска културна политика у сфери ликовних уметности у првим годинама после раскида са Информбироом (излагање на међународном научном скупу Велике силе и мале државе у Хладном рату (случај Југославије), Београд, 2003.
- Споменици културе из ратних периода – распрострањеност, форме и савремена валоризација (излагање на стручном скупу Уметност и културна баштина у историјским превирањима, Београд, 2005.)
- Одјеци Балканског пакта у америчкој штампи са посебним освртом на извештавање часописа The Time (излагање на међународном научном скупу Балкански пакт 1953-54., Београд 2005.)
- Међународни научни скуп о заштити војних меморијала и места страдања, Смоленице (Словачка Република, 2006.)
- Међународни стручни семинар о изучавању Холокауста, Меморијални центар „Јад Вашемˮ, Јерусалим, (Израел), 2008. (стипендиста Владе Државе Израел).
- Међународне стручне конференције о Холокаусту одржане у Прагу (2007), Трондхајму (2008), Ослу (2008), Јерусалиму, (2010), Хаифи (2010), Амстердаму (2011), Хагу (2011) и Лувену (2012).
- Међународни научни скуп посвећен двестогодишњици боја на Чегру, Ниш, 2009.
- Међународна научна конференција о превенцији и истраживању злочина геноцида и Холокауста у организацији Међународног суда правде, Хаг (Холандија), 2011.
- Међународна стручна конференција у организацији IFLA (International Federation of Library Associations), Хелсинки (Финска), 2012.
- Међународна стручна конференција у организацији Europeana, Брисел, Лувен (Белгија), 2012.
- Међународна стручна конференција у организацији пројекта Europeana 1914-1918, Луксембург 2012.
- Шести стручно-научни скуп „Библионетˮ, Ниш, 2012.
- Седми стручно-научни скуп „Библионетˮ, Смедерево, 2013.
- Међународна научна конференција „Мост у књижевности, историографији и кинематографији``, Андрићев институт, Андрићград (Република Српска, БиХ, 2016)
- Међународна научна конференција у оквиру европског пројекта „TransCulta’’ под називом „Dispossessions of Cultural Objects between 1914 and 1989/1991: The Alpe-Adria Region in Comparative Perspectives’’, Љубљана (Република Словенија, 2018.)
- Међународна научна конференција Културно наслеђе – ризици и перспективе (Завод за заштиту споменика културе града Београда, Београд, Србија, мај 2019.)
- Стручни панел Историјски и друштвени контекст настанка јавних библиотека у Србији током XIX века (Народна библиотека „Радоје Домановић" Лесковац, јун 2019.)

### Стручни радови
- Одузимање, девастација и нарушавање имовине СПЦ на подручју садашње епархије шумадијске у: Архивска грађа као извор за историју Шумадије, Крагујевац 2003, 102-112.
- Југословенска културна политике у сфери ликовних уметности у првим годинама после раскида са Информбироом, у: Велике силе и мале државе у Хладном рату (случај Југославије), Београд 2005, 343-352.
- Србија и Холандија или о историјским сусретањима средишњег Балкана и Низоземља у: Аријус ван Тинховен, Страхоте рата у Србији – дневник ратног хирурга, Београд 2005 (2016), 97-102.
- Обнова споменика ослободилачких ратова Србије, у: Гласник Друштва конзерватора Србије, бр. 29, Београд 2005, 142-144.
- Србија XIX века као предео Ламартиновог Оријента, у: Алфонс де Ламартин, Списи о Србима, Београд 2006, 131-139.
- О одјецима Балканског пакта у западноевропској и америчкој штампи (са посебним акцентом на извештавање часописа ``TIME``) у: Зборник радова: Балкански пакт 1953-1954, Београд 2008, 402-415.
- Семинар о образовању о холокаусту у Меморијалном центру „Јад Вашем (Јерусалим, Израел)ˮ, у: Настава и историја, год. 7, бр. 8-9, Нови Сад 2008, 126-144.
- System bibliotek serbskich. : Rozmova z Dejanem Risticem dyrektorem Biblioteki Narodowej Serbii, у: Zarządzanie Biblioteką, бр. 1. год. 1, Варшава 2012, 167-172.
- Српска национална библиотека од правитељствене до Народне библиотеке; у: Архивски гласник, бр. 10, Београд 2015, 16-18.
- О страдању Народне библиотеке Србије у Првом светском рату и првим поратним покушајима обнове националног фонда; у: Историјске свеске, бр. 23, год. 2, Андрићград 2015, 30-35.
- О здању Народне библиотеке Србије на Косанчићевом венцу у Београду, у: Саопштења, бр. XLVII, Београд 2015, 293-302.
- Народна библиотека Србије није настала 1832. године у Београду, у: Гласник Народне библиотеке Србије, год. 14, бр. 1 (2014-2015), Београд 2015, 163-174.
- Страдање Народне библиотеке Србије у Другом светском рату; у: Историјске свеске, бр. 25, год 3, Андрићград 2016, 32-47.
- О одговорности за страдање Народне библиотеке Србије 6. априла 1941. године; у: Историјске свеске, бр. 26, год. 3, Андрићград 2016, 30-44.
- Дневник ратног хирурга Аријуса ван Тинховена; у: Историјске свеске, бр. 27, год. 3, Андрићград 2016, 1-4.
- Српски посланик у Лондону Чедомиљ Мијатовић о ставовима сер Артура Еванса о Србима и Србији 1885. годин; у: Историјске свеске, бр. 28, год. 3, Андрићград 2016, 15-21.
- Британска штампа о прогонству краљице Наталије из Србије 1891. године; у: Историјске свеске, бр. 29, год. 3, Андрићград 2016, 16-21.
- О успостављању и првим активностима српског дипломатског представништва у Уједињеном Краљевству 1882. године; у: Историјске свеске, бр. 30, год. 3, Андрићград 2016, 13-19.
- Очи у очи са великом краљицом: српски посланици у Лондону о краљици Викторији; у: Историјске свеске, бр. 31, год. 3, Андрићград 2016, 29-44.
- Болно наслеђе: српски ратни интернирци у Холандији током и непосредно после Првог светског рата; у: Историјске свеске, бр. 32, год. 3, Андрићград 2016, 14-19.* Sineku(lt)ura: Сима Пандуревић и Војислав Илић Млађи у Народној библиотеци Србије, у: Траг, бр. 47-48, Врбас 2016
- Одузимање, нарушавање и девастација имовине СПЦ на подручју Косова и Метохије 1944-1950: Прилог бољем познавању односа државних власти и СПЦ, у: Историјске свеске, бр. 34, год. 3, Андрићград 2016
- Болно наслеђе: Места и обележја страдања Југословена на тлу Норвешке у Другом светском рату, у: Саопштења, бр. XLVIII, Београд 2016, 347-357.
- Посета председника Јосипа Броза Тита ДНР Алжир 1965, у: Архив, бр. 1-2, год. 17, Београд 2016, 150-157.
- Прва библиотека у првој престоници модерне Србије, у: Крагујевачко читалиште, год. XXI, бр. 42, Крагујевац 2016, 29-32 (први део текста).
- Прва библиотека у првој престоници модерне Србије, у: Крагујевачко читалиште, год. XXII, бр. 43, Крагујевац 2017, 30-34 (други део текста).
- Посета председника Јосипа Броза Тита ДНР Алжир 1965, у: Алжир – Београд: Јубилеј пријатељства 1962-2017, Београд 2017, 163-169.
- Болно наслеђе: места и обележја страдања Срба на тлу Магреба у Првом светском рату, у: Српско војничко гробље у Алжиру, Београд, 2018, 13-27.
- Заборављена градитељка Београда, у: Наташа Марковић, Јелисавета Начић, Београд, 2018, 231-237.
- Ратови за југословенско наслеђе (1991—1999) у контексту примене Конвенције о заштити културних добара, у: Културно наслеђе – ризици и перспективе, Београд 2019, 98-109. (коауторство са Николом Александром Малишем)
- О оснивању Народне библиотеке „Радоје Домановић" у Лесковцу: прилози за историју библиотекарства у Србији, у: Кућа од речи: 140 година институционалног библиотекарства у Лесковцу, Лесковац 2019, 9-15.
- La Serbie du XIXe siecle comme Règion de l’Orient Lamartinien, u: SERBICA: Revue électronique, nr. 25 (mai 2019), Bordeaux, 2019.

### Публицистика
- Спокој ратника у: Туристичка библија Србије, Београд 2005, 274-280.
- Окамењене душе : историјска баштина, у: Завичајац : часопис за неговање завичајне културе, год. 7, бр. 27-28, Зрењанин 2006, 55-57.
- Неми сведоци страдања : Српски војни меморијали у иностранству, у: магазин Одбрана, бр. 20, Београд 2007, 33-52.
- Алфонс де Ламартин : Србија између Европе и Оријента, у: магазин Одбрана, бр. 21, Београд 2007, 34-50.
- О страхотама рата у Србији : Дневничке белешке холандског хирурга, у: магазин Одбрана, бр. 24, Београд 2007, 31-54,
- У славу јунака : Војни меморијали Балканских ратова и Првог светског рата, у: магазин Одбрана, бр. 26, Београд 2007, 33-52.
- Поглед из мање познатог угла : Србија у Првом светском рату, у: магазин Одбрана, бр. 31, Београд 2008, 35-50.
- Бој на Чегру : Одлучујућа битка Првог српског устанка, у: магазин Одбрана, бр. 43, Београд 2009, 23-30.
- Под овим небом, човече, усправи се : Војни меморијали и места страдања из Другог светског рата, у: магазин Одбрана, бр. 48, Београд 2009, 35-50.
- На капији Ђердапске клисуре : утврђења у Србији - голубачки град, у: Одбрана, бр. 243, год 11, Београд 2015, 60-64.
- Заборављени град : утврђења у Србији – Маглич, у: Одбрана, бр. 243, год. 11, Београд 2015, 74-77.
- Сан султана : утврђења у Србији – Рам, у: Одбрана, бр. 247, год. 12, Београд 2016, 61-63.
- Жртвовани град : утврђења у Србији – Жрнов, у: Одбрана, бр. 249, год. 12, Београд 2016, 72-75.
- Кладово : утврђења у Србији – Фетислам, у: Одбрана, бр. 251, год. 12, Београд 2016, 58-61.
- Моћни краљевски град : утврђења у Србији – Сланкамен, у: Одбрана, бр. 253, год. 12, Београд 2016, 60-63.
- Тврди град кнеза Лазара : утврђења у Србији – Крушевац, у: Одбрана, бр. 256, год. 12, Београд 2016, 60-63.
- На путу освајача : утврђења у Србији – утврђени ужички град, у: Одбрана, бр. 259, год. 12, Београд 2016, 54-57.
- Водени град на Мостонги : утврђења у Србији – утврђени Бач, у: Одбрана, бр. 261, год. 12, Београд 2016, 44-47.
- Утврђења у Србији: Устаничка престоница: Карађорђев град, у: Одбрана, бр. 264, год. 12, Београд 2016, 56-59.
- Утврђења у Србији – Јеринин град: Племенити Козник у Расини, у: Одбрана, бр. 267, год. 12, Београд 2016, 62-64.
- Карађорђе: Од бесмртности до заборава, у: Одбрана, бр. 285, год. 13, Београд 2017, 1-16 (специјални додатак, бр. 174)

### Уређивачки послови (књиге)

#### Едиција „Баштина ратникаˮ - ИП „Утопијаˮ, Београд
- Аријус ван Тинховен, Страхоте рата у Србији: дневник ратног хирурга, Београд 2005.
- Алфонс де Ламартин, Списи о Србима, Београд 2006.
- Дмитар Тасић, Рат после рата: Војска Краљевине Срба, Хрвата и Словенаца на Косову и Метохији и у Македонији 1918-1920, Београд 2007.

#### Народна библиотека Србије, Београд
- Стијепо Ђурђевић, Седам салама покорнијех краља Давида, Београд 2012.
- Радоман Станковић, Водени знаци српских хиландарских рукописа XVII века, Београд 2012.
- Јоси Авни Леви, Човек без сенке, Београд 2012.
- Јован Цвијић, Балканско полуострво, Београд 2012.
- Дечани у светлу археографских истраживања, Београд 2012.
- Опис ћирилских рукописних књига манастира Високи Дечани, књига трећа, Палеографски албум, Београд 2012.
- Светлана Гавриловић, Водич кроз културне програме Народне библиотеке Србије: Јануар 2002 - јануар 2012.
- Српска библиографија књига, том. 20, Београд 2012.
- Оливера Стефановић, Маша Милорадовић, Србија на карти Европе и света, Београд 2012.
- Владан Тријић, Никола Икономов, Томаш Климет, Наше или туђе: средњовековна писана култура Балкана и Средње Европе, Београд 2012.
- Нада Мирков-Богдановић, Поетика путописне и мемоарске прозе Милоша Црњанског, Београд, 2012.
- Милорад Павић, Кутија за писање, Београд 2012.
- Milorad Pavić, The Writing Box, Belgrad 2012.
- Душко Новаковић, Забава за утучене: изабране песме 2012-2010. Београд, 2012.
- Мирослав Јовановић, Срби и Руси: Историја односа XII-XX век, Београд 2012 (награда Града Београда за најбољу књигу у области друштвено-хуманистичких наука у 2012. години).
- Култура Срба у Дубровнику 1790–2010. из ризнице српске православне цркве Светог Благовештења, Београд 2012.
- Зоран Ђинђић, Субјективност и насиље, Београд 2012.
- Зоран Ђинђић, Политика и друштво: расправе, чланци и есеји, Београд 2013.
- Зоран Ђинђић. Филозофски списи: Огледи и расправе 1976– 1996, Београд 2013 (награда на Међународном сајму књига у Београду за објављивање сабраних дела др Зорана Ђинђића, 2012)
- Јована Станојловић, Миланка Убипарип, Мирослав Лазић, Расејаше реч међу народне многе: 1150 година од мисије светих Ћирила и Методија (развој српског ћириличног писма приказан кроз збирке Народне библиотеке Србије), Београд 2013.
- Мирјана Станишић, Биљана Калезић, Бранкица Ресан, Оставићу вам само речи, Београд 2013.
- Недељка Ложајић, Велибор Прелић, Нова светлост: живот и дело Вељка Рамадановића, Београд 2013.
- Џејмс Весткот, Кад Марина Абрамовић умре, Београд 2013.
- Десанка Максимовић, Тражим помиловање, Београд 2013.
- Мирослав Перишић, Дипломатија и култура: Југославија 1950: једно преломно искуство, Београд 2013.
- Ана Савић, Библиотека Призренске богословије – задужбина Симе Андрејевића Игуманова (1872–2012), Београд 2013.
- Нада Мирков-Богдановић, Лутам још витак са сребрник луком, Београд 2013.
- Универзална децимална класификација - сажете таблице (усаглашене са изменама и допунама из 2011. године), Београд 2013.
- Мирјана Станишић, Задужбина Десанка Максимовић 1993- 2013, Београд 2013.
- Мирјана Станишић, Двадесет година рада Задужбине Десанке Максимовић, Београд 2013.
- Владимир Копицл, Туфне: изабране песме; Београд 2013.

#### Издавачко предузеће „Византијаˮ, Београд
- Славиша Голубович, Падение ночного ястреба, Белград 2019.

### Научни часописи
- Гласник Народне библиотеке Србије, год. 12 (2010-2011), Београд 2012.
- Археографски прилози, бр. 33 (2011-2012), Београд 2012.
- Археографски прилози, бр. 34 (2012), Београд 2013.

### Прикази књиге „Кућа несагоривих речи: Народна библиотека Србије 1838-1941.ˮ (Београд, 2016.)
- др Татјана Богојевић, Трајемо – упркос забрани сећања, у: Корак библиотеке, год. II, бр. 2, Ужице 2017, 149-151.
- Мирко Дрманац, Романсирана историја уништења, у: Библиотекар, год. LIX, св. 1 (2017), Београд 2017, 117-120.
- др Татјана Брзуловић Станисављевић, Нови поглед на Историјат Народне библиотеке Србије, год. XVI, бр. 19, Београд 2017, 203-207.
- проф. др Бојана М. Ласица, Сјећања из пепела, у: Зборник Матице српске за књижевност и језик, год. 66 (2018), св. 1, Нови Сад, 2018, 358-361.
- Ана Гвозденовић, Над згариштем историјског памћења, у: Култура, бр. 162/2019, Београд 2019, 373-377.

### Рецензије књига
- Јелена Манојловић и Стеван Шукљевић, Фармација Браничевског округа од антике до савременог доба, Београд 2017.
- Јасенка Лаловић, С ове банде моје горе, Београд 2019.

### Рецензије стручних изложби
- Србија кроз векове: (не)очекиване приче из историје Србије, аутори: Веселинка Кастратовић Ристић, Ана Панић и Момо Цвијовић, место одржавања: Народни музеј – Крагујевац (гостујућа изложба Музеја Историје Југославије) трајање: 12. фебруар – 12. март 2014.
- Листање периодике: Јеврејска периодика у Србији 1888-2016., аутор: Биљана Албахари, виши библиограф место одржавања: Народна библиотека Србије, Београд, трајање: 21. јули – 23. септембар 2017.
- Болница Стобард: Крагујевац 1915, aутор: Татјана Јанковић место одржавања: Народна библиотека „Вук Караџићˮ - Крагујевац трајање: 6. новембар – 1. децембар 2018.

### Документарни филмови и емисије
- Документарна ТВ емисија „На прагу баштинеˮ (180 година Народне библиотеке Србије); ауторка: Светлана Илић; продукција: Радио-телевизија Србије; начин учешћа: стручни консултант и саговорник; година: 2012.
- Документарно-играни ТВ филм и петоделна документарно-играна ТВ серија „Србија у Великом ратуˮ; режисер: Ивана Стивенс; сценарио: Слађана Зарић, продукција: Радио-телевизија Србије, начин учешћа: гостујући стручњак; година: 2014.
- Документарна ТВ серија „Тврђаве Дунаваˮ, Документарни филм „Голубацˮ; режисер: Милан Стевановић; сценарио: Дејан Ристић, продукција: РУ „Филмске новостиˮ; година: 2015.
- Документарна ТВ серија „Тврђаве Дунаваˮ, Документарни филм „Петроварадинˮ; режисер: Петар Ристовски; сценарио: Дејан Ристић; продукција: РУ „Филмске новостиˮ; година: 2015.
- Документарна емисија „Библиотека шабачкаˮ; режисер: Маргарета Мусић; сценарио: Маргарета Мусић, продукција: Библиотека шабачка, начин учешћа: гостујући стручњак; година: 2015.
- Документарни филм „Сећања из пепелаˮ; режисер: Марко Савић; сценарио: Дејан Ристић; продукција: РУ „Филмске новостиˮ; начин учешћа: сценариста и наратор; година: 2016.
- Документарни филм „Независна држава Хрватска: Страх: Понор: Мукˮ (3 х 60 мин.); аутор: Стеван Костић; продукција: Радио-телевизија Србије; начин учешћа: стручни консултант и гостујући стручњак; година: 2016.
- Документарни филм „Алојзијеˮ; редитељ: Владимир Петровић; продукција: РУ „Филмске новостиˮ; начин учешћа: стручни консултант и гостујући стручњак; година: 2017.
- Четвороделни документарни филм „Србија – 100 година након Солунаˮ; редитељ: Ивица Видановић; продукција: „Српска економијаˮ и „GFCˮ начин учешћа: стручни консултант и гостујући стручњак; година: 2018.
- Документарни филм „Кућа од речи – 140 година, институционалног библиотекарства у Лесковцуˮ; редитељ: Светислав Вучковић; продукција: „Филмске новостиˮ, начин учешћа: стручни консултант и гостујући стручњак; година: 2019.
- Документарни филм „Сава Шумановићˮ; редитељ: Светислав Вучковић; продукција: „Филмске новостиˮ, начин учешћа: стручни консултант; година: 2019.